# X Международный кинофестиваль «Зеркало» имени Андрея Тарковского
X Международный кинофестиваль имени Андрея Тарковского «Зеркало» проходил в Ивановской области с 14 по 19 июня 2016 года.

## Жюри
Жюри основного конкурса:
- Йос Стеллинг, председатель, режиссёр (Нидерланды)
- Людмила Цвикова, арт-директор (Словакия)[1]
- Кумар Аричандран Рутнам, продюсер (Шри-Ланка)[2]
- Андреас Синанос, оператор (Греция)[3]
- Алла Демидова, актриса (Россия)

Жюри документального конкурса «Зеркало Артдокфеста» — «Отражение»:
- Густ ван ден Берхе, председатель, режиссёр (Нидерланды)[4]
- Динара Друкарова, актриса (Россия)
- Борис Минаев, журналист (Россия)
- Вера Полозкова, поэтесса, актриса, певица (Россия)

## Программа фестиваля
- Конкурс игрового кино
- Конкурс документального кино «Зеркало Артдокфеста» — «Отражение»
- Тарковский контекст
- Программа российского кино «Свои»
- Коротко и ясно
- Ретроспектива Гарри Бардина
- Видеоарт

### Международный конкурс X Международного фестиваля им. А Тарковского «Зеркало»
Куратор программы Андрей Плахов
- «Детство лидера», Великобритания, Венгрия, Франция, режиссёр Брэди Корбет
- «Земля просвещенных», Бельгия, Ирландия, Нидерланды, Германия, Афганистан, режиссёр Питер-Ян Де Пюэ
- «Под небесами», Киргизия, режиссёр Дальмира Тилепберген
- «Рассвет», Латвия, Польша, Эстония, режиссёр Лайла Пакалныня
- «Темный зверь», Колумбия, Аргентина, Нидерланды, Германия, Греция, режиссёр Фелипе Герреро
- «Чума в ауле Каратас», Казахстан, режиссёр Адильхан Ержанов
- «Перформанс», Россия, режиссёр Андрей Эшпай
- «Радиогрезы», США, режиссёр Бабак Джалали
- «Я, Ольга Гепнарова», Чехия, Словакия, Франция, Польша, режиссёры Томас Вайнреб и Петр Казда
- «Лицемер», Бельгия, Франция, Нидерланды, режиссёр Йэн Балтхил

### Тарковский контекст
Куратор программы Андрей Плахов
- Йос Стеллинг, Голландия: «Иллюзионист», «Ни поездов, ни самолетов», «Почтальон», «Душка»
- Густ Ван Ден Берхе, Бельгия: «Люцифер», «Малыш Иисус из Фландрии», «Синяя птица»
- Горбаневски Мари-Анж, «Урок музыки»
- Юрий Норштейн, Россия: «Шинель»
- Светла Цоцолкова, Болгария: «Жажда»

### Конкурсная программа «Зеркало Артдокфеста»
- «Крокодил Геннадий», США. Режиссёр Стив Хувер
- «Муравейник», Эстония. Режиссёр Владимир Логинов
- «Металлический хлеб», Киргизия, Франция, Швейцария. Режиссёр Чингиз Нарынов
- «Русский дятел», США. Режиссёр Чед Грашия
- «Дон Жуан», Швеция, Финляндия. Режиссёр Ежи Сладковский
- «Саламанка», Россия, Белоруссия. Режиссёры Руслан Федотов, Александра Кулак
- «Диббук: Сказание о странствующей душе», Польша. Режиссёр Кшиштоф Копчинский
- «Чужая работа», Россия. Режиссёр Денис Шабаев

### «Свои»
Панорама российского кинематографа.
- «No comment». Режиссёр Артём Темников
- «Инсайт». Режиссёр Александр Котт
- «Метаморфозис». Режиссёр Л. Львова и Сергей Тарамаев
- «Милый Ханс, дорогой Пётр». Режиссёр Александр Миндадзе
- «Находка». Режиссёр Виктор Демент
- «Орлеан». Режиссёр Андрей Прошкин
- «Побег из Москвабада». Режиссёр Дарья Полторацкая
- «Про любовь». Режиссёр Анна Меликян
- «Страна ОЗ». Режиссёр Василий Сигарев
- «Тряпичный союз». Режиссёр Михаил Местецкий
- «Убрать из друзей». Режиссёр Леван Габриадзе
- «Хардкор». Режиссёр Илья Найшуллер
- «Холодный фронт». Режиссёр Роман Волобуев
- «Чистое искусство». Режиссёр Ренат Давлетьяров

### «Коротко и ясно»
Программа короткометражных фильмов
Про любовь:
- «8». Режиссёр Анна Меликян
- «Эс, как доллар, точка, джи». Режиссёр Оксана Михеева
- «Забытое». Режиссёр Александр Королёв
- «Шуба». Режиссёр Василий Воротов

Про боль:
- «Забелин». Режиссёры Ника Барабаш, Андреас Костандакес
- «Кому это нужно». Режиссёр Владимир Непевный
- «Курорт. Провинциальная история Хэ». Режиссёр Григорий Иванец
- «Враги». Режиссёр Олжас Ермекбаев

Про надежду:
- «Светлячок». Режиссёр Н. Назарова
- «Кризис». Режиссёр Дмитрий Венков
- «Сын». Режиссёр Николай Паршиков
- «Родная душа». Режиссёр Павла Стратулат

## Призёры
- Приз за вклад в кинематограф на церемонии открытия фестиваля получил американский режиссёр Абель Феррара.
- Гран-при: «Тёмный зверь» (реж. Фелипе Герреро)
- Специальное упоминание жюри: «Рассвет» (оператор Войцех Старонь, режиссёр Лайла Пакалныня)
- Приз за лучшую режиссуру: «Радиогрезы» (реж. Бабак Джалали)
- Приз за профессиональные достижения, Приз зрительских симпатий: «Земля просвещенных» (реж. Питер-Ян де Пюэ)
- Большое «Зеркало Артдокфеста»: «Дон Жуан» (реж. Ежи Сладковский)
- Малое «Зеркало Артдокфеста»: «Саламанка» (реж. Руслан Федотов, Александра Кулак)
- Премия молодых кинокритиков «Голос»: «Я, Ольга Гепнарова» (режиссёры и авторы сценария Томаш Веинреб, Петр Казда)
- «Выбор молодых»: «Милый Ханс, дорогой Пётр» (реж. Александр Миндадзе)